# Iúlia Vissótskaia
Iúlia Vissótskaia (rus: Юлия Александровна Высоцкая)  (Novotxerkassk, 16 d'agost de 1973) és una actriu i presentadora de televisió russa coneguda pel seu treball a Benvolguts camarades (2020).

## Trajectòria
Iúlia Vissótskaia va acabar l'escola secundària a la ciutat de Bakú el 1990. Es va graduar en teatre a l'Acadèmia Estatal de les Arts de Bielorússia el 1995 i a l'Acadèmia de Música i Art Dramàtic de Londres el 1998. Va treballar al Teatre Nacional Acadèmic Bielorús Janka Kupała, on va interpretar el paper protagonista en produccions com La cantant calba, entre d'altres.
Des de l'any 2003 presenta el programa nocturn Edim doma! a NTV. El 2008 va ser convidada com a assessora culinària en una vetllada russa celebrada durant el Fòrum Econòmic Mundial a Londres. És redactora en cap de la revista culinària KhlebSol des del 2009, any en què també va col·laborar en la creació de la xarxa social culinària www.edimdoma.ru i el primer canal de cuina en línia www.edimdoma.tv. A més, és l'autora de nombrosos best-sellers de cuina, dels quals ja n'ha venut més d'un milió i mig d'exemplars.
Vissótskaia va rebre un destacat reconeixement internacional per la seva interpretació d'Olga al drama sobre l'Holocaust del 2016 Ray. Està casada amb el director de cinema Andrei Mikhalkov-Kontxalovski des de 1998. Tenen dos fills, una filla, Maria (1999) i un fill, Petr (2003).